# Point d'inflexion

Représentation graphique de la fonction x ↦ x montrant un point d'inflexion aux coordonnées (0, 0).

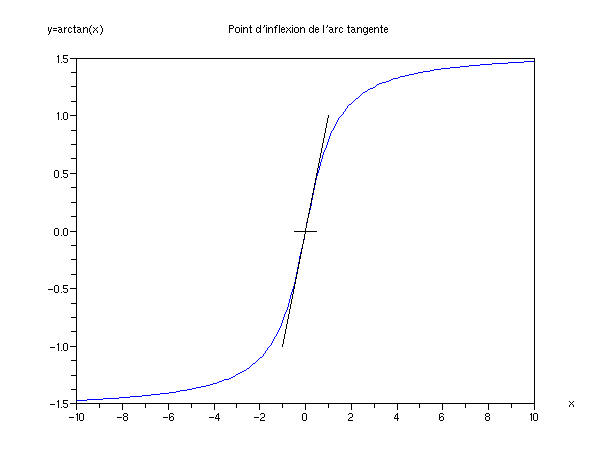
Point d'inflexion de la fonction arc tangente.

En mathématiques, et plus précisément en analyse et en géométrie différentielle, un point d'inflexion est un point où s'opère un changement de concavité d'une courbe plane. En un tel point, la tangente traverse la courbe.
C'est pourquoi les points d'inflexion, quand on arrive à les déterminer explicitement, aident à bien représenter l'allure de la courbe.

## Point d'inflexion pour le graphe d'une fonction numérique
La notion du point d'inflexion indique un changement au second ordre dans la fonction qui peut être identifié par plusieurs notions voisines qui, sous des hypothèses de régularité, sont équivalentes.
Si l'on considère les hypothèses suivantes pour la régularité locale de la fonction :
1. la fonction est localement définie et continue,
2. la fonction admet une tangente au point considéré (éventuellement verticale et dans ce cas non dérivable),
3. la fonction est localement 2 fois continûment dérivable à gauche et à droite et localement seul le point considéré peut être une racine de la dérivée seconde,

alors les propriétés suivantes sont équivalentes et permettent chacune de définir un point d'inflexion :
- point où la concavité change, passant du type « convexe » au type « concave » (ou l'inverse) ;
- point où le graphe d'une fonction coupe la tangente en ce point ;
- point où la dérivée seconde change de signe (qu'elle existe ou non au point considéré).

### Condition nécessaire et condition suffisante
Soit f une fonction réelle d'une variable réelle, dérivable deux fois au voisinage d'un point x. Alors une condition nécessaire pour que x soit un point d'inflexion de la fonction est que la dérivée seconde s'annule en ce point. Une condition suffisante est alors que f est dérivable trois fois en x, et que la dérivée troisième ne s'annule pas.
Plus généralement, s'il existe k impair tel que f est k fois dérivable au voisinage de x et
- {\displaystyle f^{(n)}(x)=0} pour {\displaystyle n=2,\dots ,k-1} ;
- {\displaystyle f^{(k)}(x)\neq 0}.

Alors x est un point d'inflexion de la fonction f.

## Point d'inflexion pour un arc paramétré
Les points d'inflexion d'un arc plan sont les points où la courbure s'annule en changeant de signe. Le centre de courbure (vers lequel est tourné la concavité de la courbe) passe d'un côté à l'autre.

### Point birégulier et point d'inflexion
Un point birégulier est un point tel que les vecteurs dérivés première et seconde en ce point sont linéairement indépendants. En un tel point, il y a une tangente, sans rebroussement ni inflexion (point ordinaire). 
Les points non biréguliers sont les points où la courbure s'annule (avec ou sans changement de signe).
La recherche des points d'inflexion s'effectue donc en faisant la liste des points non biréguliers, et en faisant l'étude locale en chacun d'eux. Voir pour les détails de cette étude, l'article tangente.
Remarque : certains auteurs[réf. nécessaire] préfèrent donner pour définition de point d'inflexion « point tel que les vecteurs dérivés première et seconde en ce point sont colinéaires ». La distinction faite au-dessus n'a alors pas lieu d'être, mais en un point d'inflexion on ne traverse plus nécessairement la tangente.

## Applications
En chimie, lors d'un titrage, le point d'inflexion de la courbe de titrage donne son point d'équivalence.
En génie mécanique, lorsque l'on conçoit une came à rainure, le point d'inflexion de la rainure correspond à l'instant où le galet suiveur passe d'un profil à l'autre (croisement). Cela marque le passage de la phase d'accélération à la phase de décélération.